# 大エチオピア・ルネサンスダム

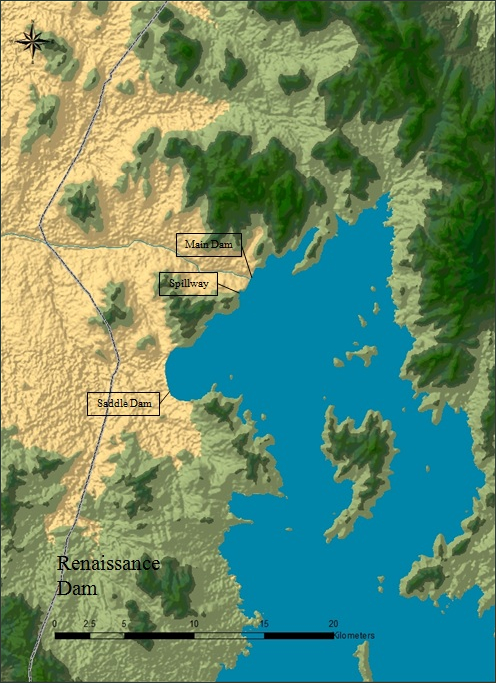
大エチオピア・ルネサンスダムの水利施設模型図。青ナイル川本流のダム（The Main Dam）と支流のダム（The Saddle Dam）という、2つのダムが建設される。

大エチオピア・ルネサンスダム（だいエチオピアルネサンスダム、アムハラ語: ታላቁ የኢትዮጵያ ሕዳሴ ግድብ、英語: Grand Ethiopian Renaissance Dam、あるいはグランド・エチオピアン・ルネサンス・ダム、略称：GERD ガード）は、エチオピアがナイル川上流の青ナイル川に建設した重力式コンクリートダム。ベニシャングル・グムズ州の、スーダンとの国境から約20キロメートル上流大にある。2020年7月15日にエチオピア政府が貯水開始を発表し、2022年2月20日に発電を開始した。発電量は645万キロワット（kw）とアフリカ最大の水力発電所とすることを計画しており、世界でも7番目の水力発電所となる。
ナイル川の中・下流に位置するスーダンとエジプトは水不足の懸念を表明しており、この問題を3カ国で協議することで合意している。 アフリカ連合の仲介を含めて3カ国の協議は断続的に続いてきたが、2020年時点、エチオピア政府は「貯水に他国の同意を得る法的義務はない」「戦争をするなら数百万人を動員できる」とも表明している。

## 概要
大エチオピア・ルネサンスダム建設の可能性は1956年から1964年にかけてアメリカ合衆国内務省開拓局によって指摘されたが、エチオピアは1974年のクーデター・とセラシエ皇帝の廃位、マルクス主義者政権化などがあり、プロジェクトとしては長らく放置された。
2009から2010年にかけてエチオピア政府によって調査が行われ、2010年11月にはダムの計画が政府に提出された。計画が公開された翌日の2011年3月31日、これまでエチオピアで他のダム工事の経験があるイタリアのサリーニ社（Salini Impregilo）がダムの工事を請負うことが発表され、4月2日にはメレス・ゼナウィ首相がダムの礎石を設置して工事が始まった。
ダムの名称は、初めは「プロジェクトX」で、「千年紀ダム」（Millennium Dam）という名称を経て、2011年に「大エチオピア・ルネサンスダム」（Grand Ethiopian Renaissance Dam）となった。
建設費は国債と私募債によって賄われている。タービンおよび電気設備は中華人民共和国が費用を出しており、送電網は中国の国家電網が建設した。
ナイル川下流のエジプトは、川の水量が減少するという理由で本プロジェクトには大反対である。ダムからすぐ下流のスーダンは、このダムは洪水を防ぐはずだとして2019年時点では賛意を示した。こうした議論が続く中、ダム建設の技師長シメニュー・ベケレ（Simegnew Bekele）が2018年に殺害されるという事件も起こっている。エチオピアとエジプトの話し合いはロシアへ場所を移して、またアメリカ合衆国財務省やアフリカ連合が調停・仲介するなどして、続いている。

## 設計

### ダム
青ナイル川本流のダム（The Main Dam、重力式コンクリートダム）と支流のダム（The Saddle Dam、ロックフィルダム）という、2つのダムが建設されている。ダムはそれぞれ、基部が海抜500 m（青ナイル川の川底）、600 mの所にあり、高さ155 m、50 m、長さ1,780 m、湾曲した5.2 kmである。ダム湖は容量74 km3で、面積は1,874 km2、水面は海抜640 mの所にある予定。

### 放流設備
放流設備は3つあり、第1の放水施設は主ダムの（下流に向かって）左側にあり、第2の放水施設は主ダムの真ん中、第3の放水施設は湾曲ダムの右側にある。

### 発電機と送電設備
主ダムの中央の放流設備の両側に、フランシス・タービンによる水力発電設備が置かれている。右側が10 x 375 MWの発電機で、左側が 6 x 375 MWの発電機で（16基の内14基が400 MWのアップグレード）、総発電量は6,450 MWになる見込み。
発電設備の脇に変電所があり、電力は送電線に送られる。2017年8月には、4 x 500 kV送電線が完成していて、ホレタ・ゲネット（Holeta Genet）まで送られて、そこから数本の400 kV送電線で首都のアディス・アベバまで運ばれる。電力を国外へ売る予定はない。

### 早期発電機
2018年の早期には、400 kVにアップグレードされていない方の2 x 375 MW発電機を使って、発電が行われている。

### 灌漑と蒸発
川底から42 mの高さで、長さ542 mの放水路は灌漑用に下流のスーダンおよびエジプトへ水を流すように考慮されている。
ダム湖からの水蒸発は、3パーセントを見込んでいる。

## 参照項目
- エチオピアのダムとダム湖 (Dams and reservoirs in Ethiopia)
- 大水力発電所一覧（List of largest hydroelectric power stations)